# 冒險王 (電視節目)
《冒險王》是台灣三立都會台製播之行腳節目，為每週一至五製播的（愛玩客全系列）節目，前身為《世界地理雜誌》系列（包含在中國的故事、美食大三通、冒險王、台灣全記錄、世界那麼大等節目），但為提供觀眾更豐富更多元的旅遊資訊，故於2011年9月26日整併播出，首播時間為每週一至四晚間10時至11時（台灣時間）。開播於2002年9月25日，每星期三晚上10點到11點播出。歷任主持人為明道、亮哲、阿布、宥勝、雁名、惟毅。2011年9月28日起併到新節目《愛玩客》（星期一至四晚上10點到11點播出）。
2017年，該節目重出江湖，並找來孫其君擔任新一代的「冒險王」，並獲得文化部「105年度行動寬頻影音節目製作補助」。於4月12日起每週三晚上六點在影音平台Vidol上架。

## 歷代主持人
- 第一代主持人：明道（林朝章）
- 第二代主持人：亮哲（陳亮哲）
- 第三代主持人：阿布（周詠訓）
- 第四代主持人：宥勝（王宥勝）

- 代理：吳柏樑

- 第五代主持人：雁名（張雁名）
- 第六代主持人：惟毅（林惟毅）
- 第七代主持人：孫其君

## 介紹過的國家 (地区)

### 明道（2002年9月 - 2005年2月）
印度（東印度）、南韓、德國、荷蘭、埃及、納米比亞、寮國、關島、法國、紐西蘭、斐濟、阿拉斯加、墨西哥、阿曼、印尼、東加、吉里巴斯、突尼西亞、泰國、馬來西亞、斐濟<！--尚有諸多闕漏，歡迎您協助補充-->

### 亮哲 （2004年7月 - 2005年，2007年）
斯里蘭卡、印尼、芬蘭、蘇格蘭、紐西蘭、烏茲別克、土耳其、菲律宾、約旦、美國、吉爾吉斯

### 阿布（2005年 - 2009年）
印尼（新幾內亞島）、菲律賓、馬來西亞、孟加拉、尼泊爾、越南、伊朗、蒙古、柬埔寨、寮國、日本、韓國、印度、斯洛伐克、挪威、祕魯、瓜地馬拉、阿根廷、巴拉圭、帛琉、澳大利亞、馬拉威、馬達加斯加、史瓦濟蘭、多明尼加、泰國、加拿大、芬蘭、喀什米爾

### 宥勝（2008年1月2日 - 2010年）
澳大利亞、義大利、美國紐奧良、匈牙利、梵蒂岡、印尼、菲律賓、葡萄牙、印度、衣索比亞、柬埔寨、汶萊、馬來西亞、日本、愛爾蘭、香港、奧地利、新疆、貝里斯

### 吳柏樑（2010年）
紐西蘭

### 雁名 (2010年3月17日 - 2010年9月)
阿曼、烏干達、葉門、尼加拉瓜

### 惟毅 (2010年5月19日 - 2011年9月)
寮國、泰國、柬埔寨、新疆、斐濟、索羅門群島、日本、不丹、黎巴嫩、澳大利亞、瑞士、尼泊爾、馬來西亞、以色列、克罗地亚、台湾、香港、越南、韩国、智利

### 孫其君（2017年4月12日 -2017年8月 ）
尼加拉瓜、台灣、日本、哥斯達黎加

## 事件
- 2003年5月，在前往關島色提灣拍攝途中，主持人明道不小心從山上摔下拉傷，需緊急由直升機送往醫院而導致整個關島的拍攝中斷。
- 2005年10月8日主持人阿布於喀什米爾出外景，早上在達爾湖拍攝水上市場時，遇到7.6級的印巴強震，下午則遇到民兵暴動，被暴民當街拿槍指著頭，嚇得他只能作出雙手舉高的投降姿勢。[4]
- 宥勝非洲部落吃怪蟲導致過敏

## 入圍
| 年份   | 頒獎典禮     | 獎項               | 受獎者 | 結果 |
| 2010年 | 第45屆金鐘獎 | 行腳類節目主持人獎 | 宥勝   | 提名 |
| 2011年 | 第46屆金鐘獎 | 行腳節目獎         |        | 提名 |

## 獲獎
| 年份   | 頒獎典禮     | 獎項                 | 受獎者 | 結果 |
| 2004年 | 第39屆金鐘獎 | 文教資訊節目主持人獎 | 明道   | 獲獎 |
| 2007年 | 第42屆金鐘獎 | 綜合節目主持人獎     | 阿布   | 獲獎 |
| 2009年 | 第44屆金鐘獎 | 綜合節目獎           |        | 獲獎 |

## 其他
在香港的J2播放的《冒險王》，現時的亦有來自《愛玩家》的節目內容。

## 電視節目的變遷
| 三立都會台 星期三22:00 - 23:00 | 三立都會台 星期三22:00 - 23:00           | 三立都會台 星期三22:00 - 23:00 |
| ------------------------------ | ---------------------------------------- | ------------------------------ |
|                                | 冒險王 （2002年9月25日 - 2011年9月21日） |                                |
| 電子情人                       | 愛玩客（週三）                           |                                |

| 無綫電視 J2 星期一 20:30 - 21:30/21:35                                                       | 無綫電視 J2 星期一 20:30 - 21:30/21:35      | 無綫電視 J2 星期一 20:30 - 21:30/21:35                                                        |
| -------------------------------------------------------------------------------------------- | ------------------------------------------- | --------------------------------------------------------------------------------------------- |
|                                                                                              | 冒險王 （待查 - 2014年3月31日）             |                                                                                               |
| 待查                                                                                         | 驚奇大冒險 （2014年7月4日 - 2014年6月30日） |                                                                                               |
| 無綫電視 J2 星期二 20:30 - 21:30/21:35（每次連播兩集） 5月29日 20:30-21:00播出（只播映一集） |                                             |                                                                                               |
| 台灣第一等（第23-26集） （2018年3月20日 - 2018年4月10日）                                    | 冒險王 （2018年4月17日 - 2018年5月29日）    | 全日食 （21:00-21:30/21:35） （2018年5月29日） ↓ 世界第一等 （2018年6月5日 - 2018年11月27日） |